# Zarodziowce
Zarodziowce (zarodziowe, pełzaki, sarkodowe, Sarcodina) - grupa jednokomórkowych protistów zwierzęcych wyróżniona na podstawie kilku wspólnych cech morfologicznych, a zwłaszcza nibynóżek oraz braku pellikuli przynajmniej w pewnym okresie cyklu życiowego. 
Prawdopodobnie nie jest to grupa monofiletyczna, aczkolwiek kiedyś zaliczane były do jednego taksonu. Bywają jedno- lub wielojądrowe. Zalicza się do nich ameby, obecnie włączane do supergrupy Amoebozoa oraz otwornice i promienice (radiolarie), tworzące supergrupę Rhizaria.